# Wisemen
Singles de James Blunt
High
(2004) You're Beautiful
(2005)
Pistes de Back to Bedlam
You're Beautiful Goodbye My Lover
Wisemen  est la deuxième chanson tirée de l'album Back to Bedlam sorti en 2005, du chanteur anglais James Blunt.